# King's Royal Rifle Corps
O King's Royal Rifle Corps era um regimento de rifle de infantaria do Exército Britânico que foi originalmente criado na América do Norte Britânica como o Royal American Regiment durante a fase da Guerra dos Sete Anos na América do Norte, conhecida como "Guerra Franco-Indígena".
Posteriormente numerado o "60º Regimento de Pé", o regimento serviu por mais de 200 anos em todo o Império Britânico. Em 1958, o regimento se juntou à "Oxfordshire and Buckinghamshire Light Infantry" e à "Rifle Brigade" na "Green Jackets Brigade" e em 1966 os três regimentos foram formalmente amalgamados para se tornarem o "Royal Green Jackets".
O "KRRC" tornou-se o 2º Batalhão do "Royal Green Jackets". Com a dissolução do 1º Batalhão do "Royal Green Jackets" em 1992, o batalhão do RGJ KRRC foi redesignado como o "1º Batalhão, Royal Green Jackets", eventualmente se tornando o 2º Batalhão, "The Rifles" em 2007.